# Orectoscelis dumogae
Orectoscelis dumogae är en skalbaggsart som beskrevs av Michael S. Caterino 2000. Orectoscelis dumogae ingår i släktet Orectoscelis och familjen stumpbaggar. Inga underarter finns listade i Catalogue of Life.